# Fernanda Gosetti

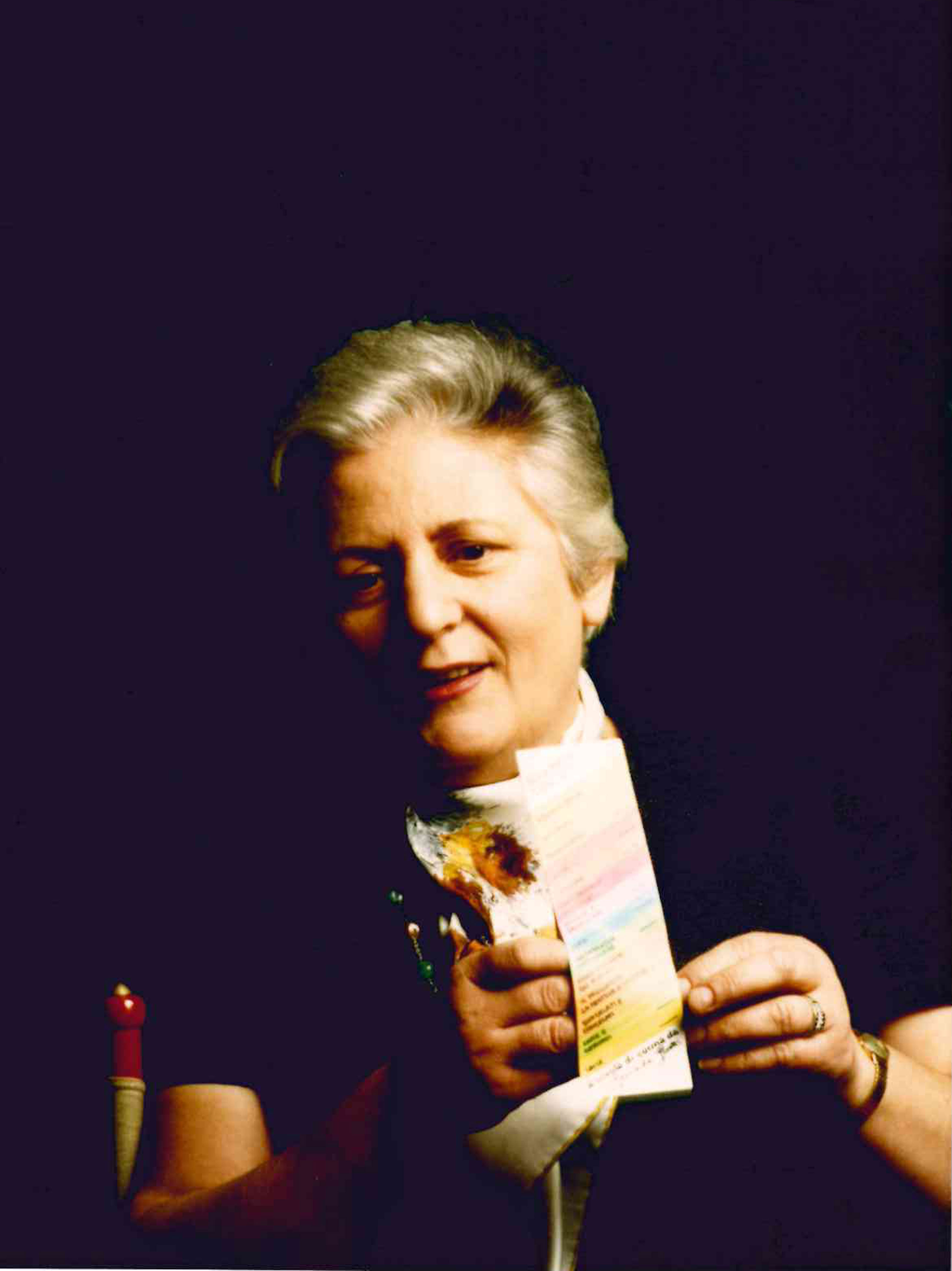
Fernanda Gosetti

Fernanda Gosetti (Viadana, 25 novembre 1914 – Milano, 4 marzo 1999) è stata una giornalista enogastronomica e scrittrice italiana.

## Biografia
Trasferitasi a Milano nel 1952 con le sorelle Anna e Guglielmina, Fernanda Gosetti si dedicò alla rivista "La Cucina Italiana", fondata nel 1929 da Umberto Notari, che aveva però interrotto le pubblicazioni dal periodo bellico, … rivista che ha anticipato i tempi sulla civiltà della tavola con ricette che venivano non solo illustrate ma sperimentate con cura prima di proporle. Anna se ne assunse la direzione, Guglielmina l'amministrazione e la parte artistica mentre Fernanda la produzione di tutto il materiale culinario necessario: creazione delle ricette, corrispondenza con le lettrici (con gli pseudonimi “Cuoco Cirillo” e “Signora Olga”), oltre alla preparazione di tutte le portate che saranno poi fotografate per la pubblicazione o per ricettari pubblicitari.
Nel 1969 questo sodalizio ebbe termine e Fernanda iniziò a scrivere libri di ricette, a collaborare con alcune riviste (La mia cucina; Tu; Civiltà del bere; Guida cucina), a cimentarsi in lavori pubblicitari per importanti marchi come Alessi, Pirex, Parmalat (Panna Chef), Simmenthal (Pressatella), Tonno Palmera, Pentole AMZ, AEG, Neff (prima pubblicazione in Italia sull'uso del forno a microonde), nonché a tenere corsi di cucina (all'hotel Gritti di Venezia). Partecipò inoltre a tavole rotonde e trasmissioni televisive.

## Giudizi sulla sua figura
Come ben sintetizzò Dino Messina sul Corriere della Sera
" […] Il periodo di apprendistato Fernanda Gosetti l'ha passato non sui banchi dell'università o nella redazione di una casa editrice, ma nelle cucine delle case borghesi di Viadana, grosso borgo della Bassa Mantovana. È durante l'infanzia trascorsa con il nonno Pietro Dalla Salda, industriale caseario e produttore soprattutto del pregiato grana, che ha imparato le prime ricette e ascoltato le mitologiche storielle sui cibi elaborate dalla fantasia popolare. "
Di lei Vincenzo Buonassisi ha scritto: " …un personaggio che ha speso veramente la sua vita in questo lavoro e sa quello che dice, fino all'ultima virgola ".

## Pubblicazioni
- Manuale pratico del gelatiere, con lo pseudonimo 'Marco Del Soldo, Milano, G. De Vecchi, 1969.
- Il manuale del pasticciere moderno, con lo pseudonimo Marco Del Soldo, Milano, G. De Vecchi, 1970.
- Dolci per ogni occasione, Milano, A. Mondadori, 1973.
- Mangiar bene spendendo poco: una vasta scelta di secondi piatti all’insegna del risparmio e della fantasia in cucina, Milano, A. Mondadori, 1975.
- I menù per Natale: Jolly cucina: speciale I Jolly della buona cucina, Milano, Fratelli Fabbri, 1976.
- Minestre per tutto l'anno, Milano, A. Mondadori, 1976.
- Dizionario dei formaggi: tutte le notizie, le ricette, come e con che cosa servirli, Torino, AMZ Marietti, 1977.
- Jolly cucina: I menù della Pasqua, Milano, Fratelli Fabbri, 1977.
- In cucina con Fernanda Gosetti, Milano, Fabbri, 1978.
- Secondi piatti senza carne: ricette gustose, per ogni stagione e per ogni tipo di pranzo, anche il più “impegnato”, Milano, AMZ, Torino, Marietti, 1979.
- La cucina del campeggiatore, Milano, Fabbri, 1980.
- Cucinare benissimo con Fernanda Gosetti, 5 voll., Milano, Fabbri, 1980.
- Il vino a tavola e in cucina. Vini e ricette regionali di: Val d’Aosta, Piemonte, Liguria, Lombardia, Veneto, Trentino, Alto Adige, Friuli Venezia Giulia, con Giovanni Righi Parenti, Milano, AMZ, 1980.
- La cucina all'aria aperta. Campeggio, picnic, attrezzi e utensili, ricette, Milano, Gruppo editoriale Fabbri-Bompiani-Sonzogno-ETAS, 1980.
- Bon appétit. Abbecedario AMC della cucina moderna con ricette di Fernanda Gosetti e Gisela Nau, Milano, AMC Italia, 1981.
- Pochi minuti ed è pronto in tavola, Milano, Gruppo editoriale Fabbri, 1981.
- Il dolcissimo: torte, pasticcini e desserts, Milano, Fabbri, 1984.
- Il forno a microonde, Milano, Mondadori, 1985.
- Il Gelato, Milano, Gruppo editoriale Fabbri-Bompiani-Sonzogno-ETAS, 1985.
- Pastario, ovvero Atlante delle paste alimentari italiane: primo tentativo di catalogazione delle paste alimentari italiane condotto sotto il patrocinio della Staatliche Hochschule fϋr Bilende Kϋnste Frankfurt am Mein Staedelschule da Eugenio Medagliani e Fernanda Gosetti, sulla sorta della tradizione regionale italiana e dei tipi di pastifici nazionali, Lodi, Biblioteca culinaria, 1997.
- Milledolci: Guida pratica per dolci, gelati, coktail, 8 voll. Milano, Fabbri, 1986.
- Il nuovo orto in tavola, Milano, A. Mondadori, 1988.
- Cucina a microonde: il ricettario per un nuovo modo di cucinare, 4 voll., Novara, De Agostini, Idea donna, 1988-1989.
- La grande cucina regionale italiana: i primi piatti, Milano, Fabbri, 1989.
- Il grande dizionario dei formaggi, Novara, Istituto Geografico De Agostini, 1989.
- Lo yogurt, Milano, A. Mondadori, 1989.
- La grande cucina regionale italiana: i pesci, Milano, Fabbri, 1990.
- 300 ricette per forno a microonde, Novara, Istituto Geografico De Agostini, 1991.
- La cucina rapida, Milano, Fabbri, 1991.
- Nuova cucina a microonde: il ricettario a schede per un nuovo modo di cucinare, 3 voll., Novara, De Agostini Idea donna, 1991.
- Milledolci: guida pratica all’arte della pasticceria, 3 voll., Milano, Fabbri, 1992.
- I dolci della cucina regionale italiana, Milano, Gruppo editoriale Fabbri, 1993.
- Cucina a microonde, Novara, Istituto Geografico De Agostini, 1993.
- Cucinare con il forno a microonde, Milano, Sonzogno, 1993.
- Primi piatti della cucina regionale italiana, Milano, Fabbri, 1994.
- Ricette nuove per forno a microonde, Novara, Istituto Geografico De Agostini, 1994.
- C'era una volta il dolce: cucina regionale italiana, voll. 4, Milano, Rizzoli, 1994.
- Due in cucina, Milano, A. Mondadori, 1995.
- Cioccolatini, caramelle, praline e altre golosità da preparare in casa, Milano, Fabbri, 1995.
- I pesci della cucina regionale italiana, Milano, Fabbri, 1995.
- Cucina a microonde: un milione di possibilità per una gustosa cucina veloce, Milano, A. Mondadori, 1995.
- La cucina a microonde con tutti i segreti per usare in modo pratico e sicuro il forno a microonde, Novara, Mosaico, 1995.
- A tavola in 20 minuti, con Lisa Biondi, Milano, Mondadori, 1995.
- Cucina facile con il forno a microonde, Novara, Il Mosaico, 1997.
- 365 ricette per cucinare il pesce, Milano, Sonzogno, 1999.

### Opere tradotte in altre lingue
- (HBS)  Sladoledi, traduzione di Višnja Franić, Zagabria, Centar za informacije i publicitet, ([Belgrado] Beogradski izdavačko-grafički zavod), 19
- (FR)  Les glaces: les mille secrets des grandes spécialités glacées, un monde de délices et de nouvelles saveurs, traduzione di René Jullien, Parigi, Pierre Bordas et fils, 1990.
- (NL)  Het ijsboek: heerlijke ijsgerechten uit eigen keuken: sorbets, parfait, cassata, ijstaarten, shakes, traduzione di Wiebe Andriga, (Koken & genetien), s. l., M & P, 1989.
- (PT)  300 Receitas para Forno Microondas, Erechim, RS: Edelbra, 1996.
- (ES)  Cocina con microondas. Un millón de posibilidades para una cocina rápida y facil, traduzione di Yolanda Chaves Sanz, Léon, Everest, 1997.
- (SV)  Glass: fruchtglass, gräddglass, sorbet, cassata, glassdrink, parfait, traduzione di Britt Petersson, Stoccolma, Forum, 1989.
- (DE) Köstliches Eis: gefrorene Kreationen selbst bereitet: Sorbets, Parfaits, Cassata, Shaumeis, Halbgefrorenes, Eistorten und Eisgetränke, traduzione di Marcus Würmli, Monaco di Baviera, Sϋdwest-Verl, 1987.